# Snow Hill Covered Bridge
Die Snow Hill Covered Bridge (auch Johnson Fork Covered Bridge genannt) ist eine historische, überdachte Straßenbrücke im Franklin County im US-Bundesstaat Indiana, in den Vereinigten Staaten. Die Brücke befindet sich an der Snow Hill Road und überspannt den Johnson Fork. Pro Tag überqueren durchschnittlich 203 Fahrzeuge die Brücke (Stand 2006).
Die 1894 in Holzverschalung fertiggestellte Brücke hat eine Gesamtspannweite von 13,68 Meter, die Länge beträgt 25,6 Meter, die innere Breite 4,38 Meter und die Höhe beträgt 4,08 Meter. Das Fundament ist aus Kalkstein, die Wände aus Holz und das Dach besteht hauptsächlich aus Asphalt. Ein weiterer Baustoff ist Beton. Die Erbauer waren William Butts and John Horn.
Die Snow Hill Covered Bridge wurde 1987 und 2010 saniert und am 3. März 1995 vom National Register of Historic Places mit der Nummer 95000208, als historisches Denkmal aufgenommen.